# Tiglate-Pileser III
Tiglate-Pileser III ou Teglate-Falasar III (em acádio: 𒆪𒋾𒀀𒂍𒈗𒊏; romaniz.: Tukultī-Apil-Ešarra; lit. "Minha confiança está no filho de Esarra"; em hebraico: תִּגְלַת פִּלְאֶסֶר; romaniz.: Tiglat Pil’eser) foi um rei da Assíria que governou entre 745 e 727 a.C.. Este rei foi o penúltimo rei pré-sargônida e o 126º rei da Babilônia. É considerado o fundador do Império Neoassírio e sucessor de Assurnirari V. Foi sucedido por Salmanaser V.

## Lista de reis assírios
Segundo a lista de reis assírios, Tiglate-Pileser reinou por dezoito anos, era filho do rei Assurnirari V (ou Adadenirari III), seu antecessor, e pai de Salmanaser V.

## Reinado

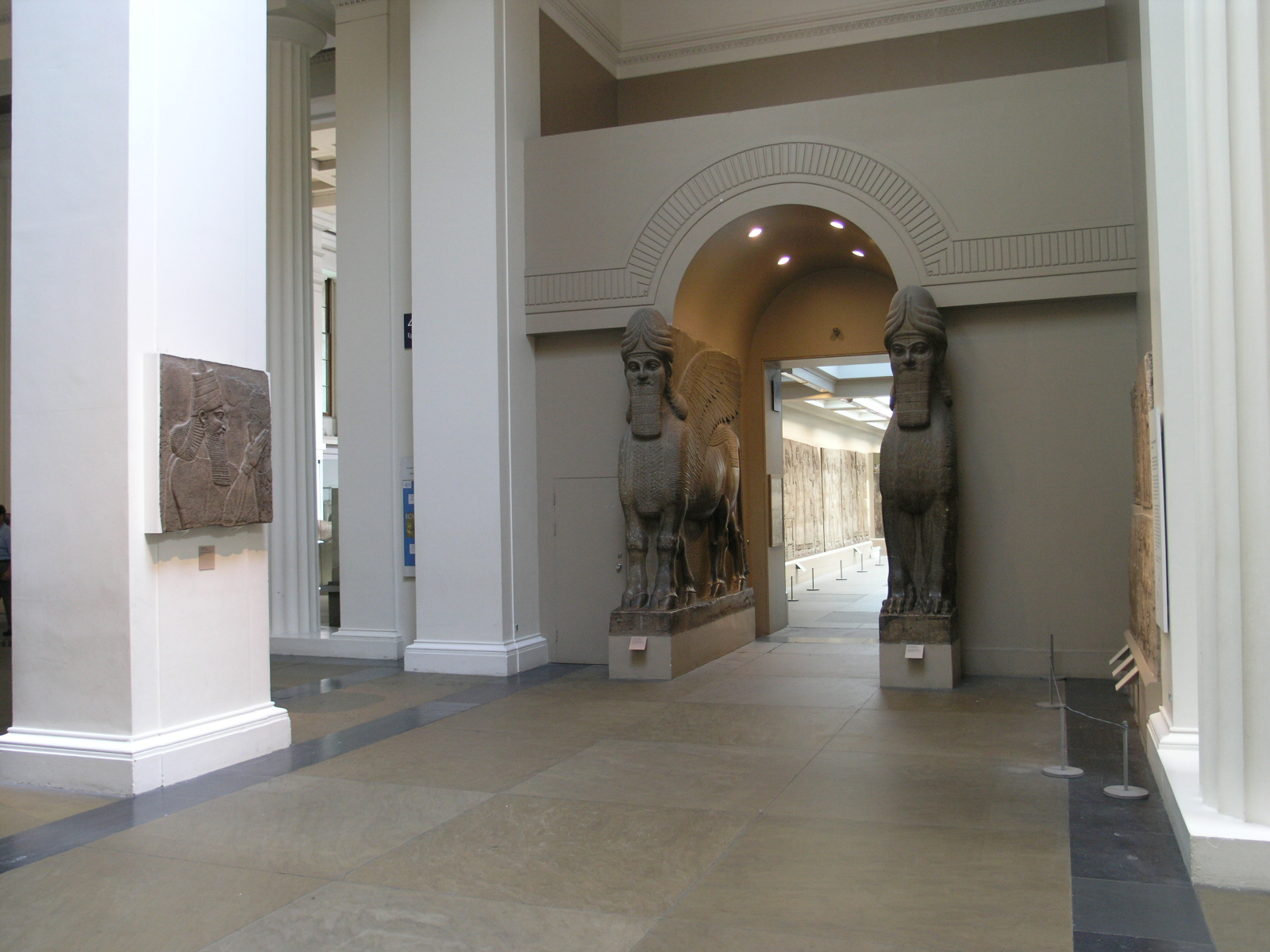
Leão alado com cabeça humana e touro de Ninrude no Palácio Central de Tiglate-Pileser III no Museu Metropolitano de Arte, Nova Iorque.

Algumas campanhas de Tiglate-Pileser III contra a Síria e Israel são bem notáveis. Segundo os anais de Menaém (r. 752–742 a.C.) de Israel em II Reis 15:19, houve um rei que invadiu o reino, cujo nome era Pul, um outro rei da Assíria, a quem o rei israelita deu por tributo 10 000 talentos de prata. No Cilindro de Taylor, os vassalos de Tiglate-Pileser era: Rezim (r. 770–732 a.C.) de Arã-Damasco, Menaém de Samaria e Hirão II (r. 737–729 a.C.) de Tiro.

### Campanhas militares

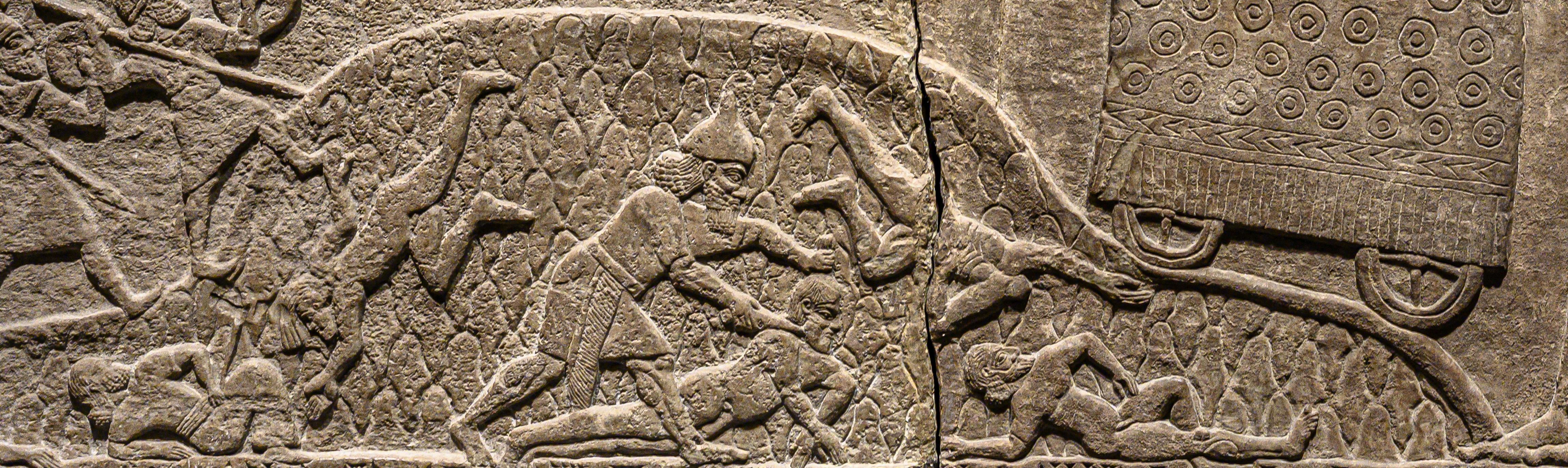
Relevo assírio mostrando um ataque à cidade inimiga em Calú (Ninrude) no Museu Britânico.

Mapa mostrando todas as deportações de Tiglate-Pileser III, Salmanaser V e Sargão II.

Tiglate-Pileser começou subjugando as tribos aramaicas na Babilônia, onde obteve apoio numa grande viagem aos principais santuários. Depois que Nabonassar (r. 747–734 a.C.) pediu a paz, o rei assírio deixou a cidade em paz e prestou homenagem aos deuses da terra nos templos. Ele então marchou para o norte para derrotar o reino de Urartu, que havia sido um poderoso rival dos assírios, em 743 a.C.. Com Urartu sob controle assírio, ele marchou para o oeste para a Síria e puniu o reino de Arpade, que era aliado de Urartu, em 741 a.C.. Tiglate-Pileser sitiou a cidade por três anos e, quando ela caiu, ele a destruiu e os habitantes foram massacrados. Ele então dividiu o reino de Arpade em províncias sob o governo de governadores assírios (que eram eunucos, de acordo com sua política) e deportou grandes segmentos da população para outras regiões.

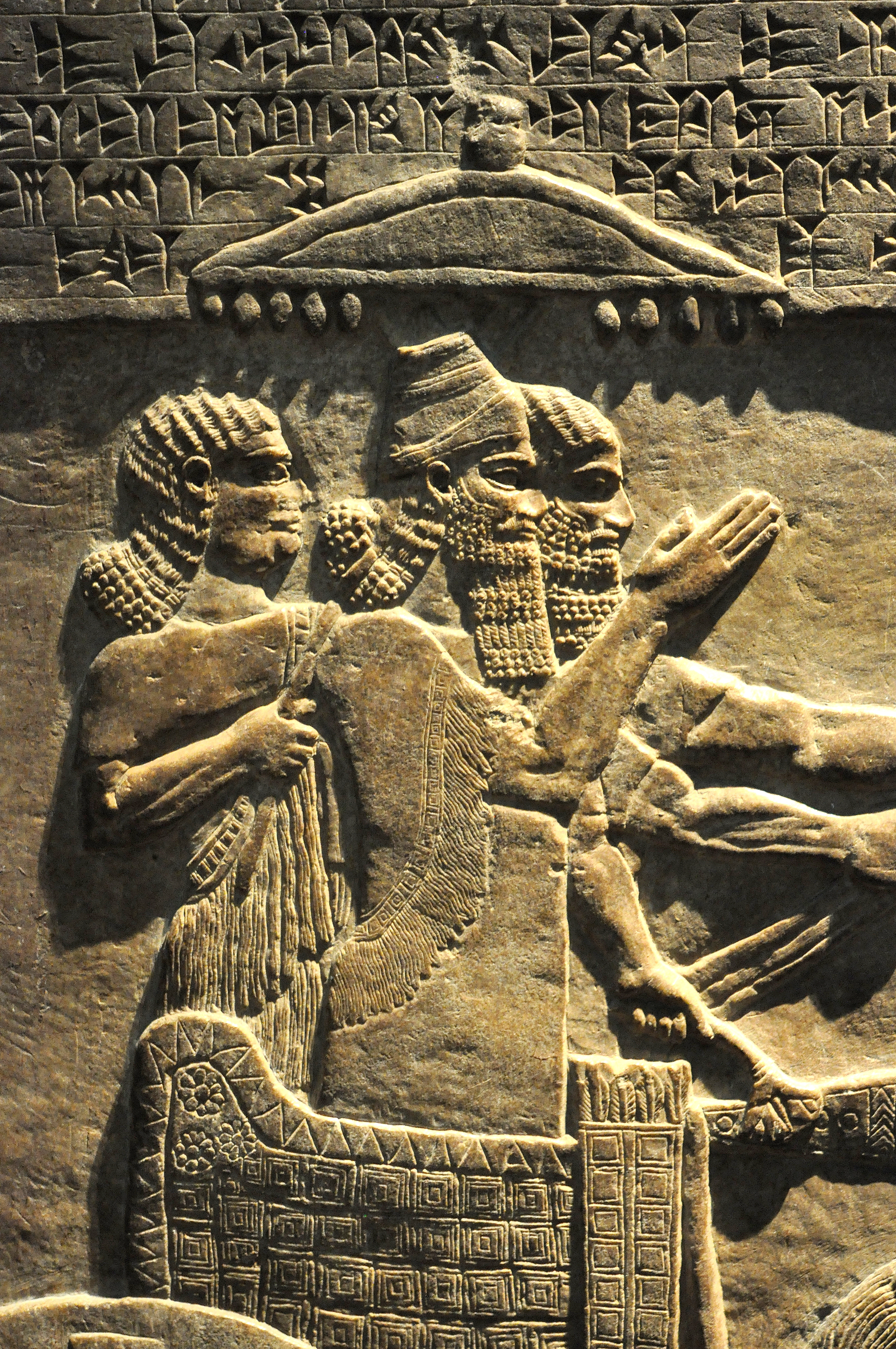
Tiglate-Pileser III em um baixo-relevo de alabastro do Palácio Central do rei em Ninrude, Mesopotâmia.

Quatro anos após o conflito entre a Síria e Palestina, em 734 a.C. Tiglate-Pileser decidiu fazer outra campanha. A lista de reis epônimos assíria registra a seguinte campanha: a-na KURPi-lis-ta (ou seja, para Filisteia). O rei se dirigiu principalmente na cidade de Gaza naquela época, e então, Hanunu, rei da cidade filisteia, que não havia esperado que chegasse a um embate armado, fugiu diretamente pro Egito. Porém, como houve um procedimento na zona periférica no sul, Tiglate-Pileser III, depois do regresso bastante rápido em Gaza, pela qual fugiu, tratou-o com clemência, retomando seus antigos direitos, ou seja, desistiu de enquadrar Gaza no 2° estágio da vassalagem.
Enfim, nesse ano, Peca (r. 752–732 a.C.) se aliou a Rezim de Arã-Damasco para criar uma nova coalizão antiassíria. Eles tentaram convencer Acaz (r. 735–716 a.C.) de Judá a participar do grupo, mas ele recusou, gerando a ira dos reis de Israel e Síria. Então, eles marcharam com suas tropas para Jerusalém, e Acaz teve que pedir auxílio a Tiglate-Pileser para impedir a invasão, e ele o atendeu, invadiu a cidade de Damasco e reduziu a pó, matando o rei Rezim. O rei assírio terminou a guerra siro-efraimita, mas obrigou a Acaz prestar homenagem a ele, dando os utensílios e tesouros guardados no templo de Salomão, criando altares para sacrifícios e o holocausto e a adorar os deuses assírios.
Tiglate-Pileser invadiu a maioria das cidades do Reino do Norte (Ijom, Abel-Bete-Maacá, Janoa, Quedes, Hazor, Gileade e inclusive a Galiléia), e as tomou para si, deportando os habitantes para a Assíria durante o reinado de Peca. Então, Tiglate-Pileser colocou Oséias (r. 732–722 a.C.), que assassinou Peca, no trono de Israel.

### Babilônia
O rei assírio percebeu que a rebelião foi encorajada por Uquinzer, chefe caldeu que, em 734 a.C., havia usurpado o trono da Babilônia. Usando diplomacia consumada, Tiglate-Pileser III semeou a discórdia entre outras tribos aramaicas, um de cujos chefes ele conquistou. Ele poderia mover o exército assírio por áreas mantidas por governadores ou vassalos leais a leste do rio Tigre. Uma força tomou a Babilônia e outra a fortaleza rebelde de Sapia. Foi um ponto culminante adequado que em 729-728 a.C., o próprio Tiglate-Pileser assumiu o trono da Babilônia usando o nome Pul. Ele morreu logo depois em 727 a.C..